# Donald Spoto
Donald Spoto est un écrivain américain, spécialiste des biographies, né le 28 juin 1941 et mort le 11 février 2023.
Il s'est particulièrement illustré avec des biographies dans le domaine du cinéma, parmi celles-ci on peut citer celles de Alfred Hitchcock, Marilyn Monroe, James Dean, Marlene Dietrich...